# Vespersaurus
Vespersaurus byl rod malého teropodního dinosaura, žijícího na území jižní Brazílie v období rané svrchní křídy (asi 90 až 85 milionů let před současností).

## Výskyt
Obýval pravděpodobně pouštní oblasti a byl k tomuto způsobu života přizpůsoben. Fosilní otisky podivných úzkých stop, objevené již v 70. letech 20. století v oblasti Cruzeiro de Oeste, mohly být vytvořeny právě tímto dinosaurem nebo jeho přímým evolučním předkem. Domovinou tohoto dinosaura byla pravděpodobně obří pravěká poušť zvaná Botucatu, která existovala již mnohem dříve v období jury.
V sedimentech geologického souvrství Botucatu byly objeveny také fosilní otisky stop dalších obratlovců, jako jsou například různé druhy ještěrů. V roce 2023 byl ze stejného geologického souvrství popsán také nový dinosauří ichnotaxon (představující fosilní stopy rychle běžícího teropoda), který byl na počest amerického paleontologa Jamese Farlowa popsán jako Farlowichnus rapidus.

## Popis a objev
Jednalo se o menšího (jen asi 1,5 metru dlouhého a kolem 15 kg vážícího) dravého dinosaura z čeledi Noasauridae. Jeho fosilie byly objeveny v tzv. geologické skupině Bauru (souvrství Rio Paraná) a formálně byly popsány týmem paleontologů v červnu roku 2019. Zajímavým anatomickým rysem je funkční jednoprstost (monodaktylie), což znamená, že při chůzi spočívala hmotnost těla tohoto dinosaura na jediném prstě obou zadních končetin.
Ve stejném ekosystému žil také další noasauridní teropod rodu Berthasaura, formálně popsaný roku 2021.

## Zařazení
Vespersaurus spadal podle provedené fylogenetické analýzy do kladu (podčeledi) Noasaurinae. Blízkým příbuzným druhu V. paranaensis byl zřejmě argentinský noasaurid druhu Velocisaurus unicus.